# Folketeaterbygningen

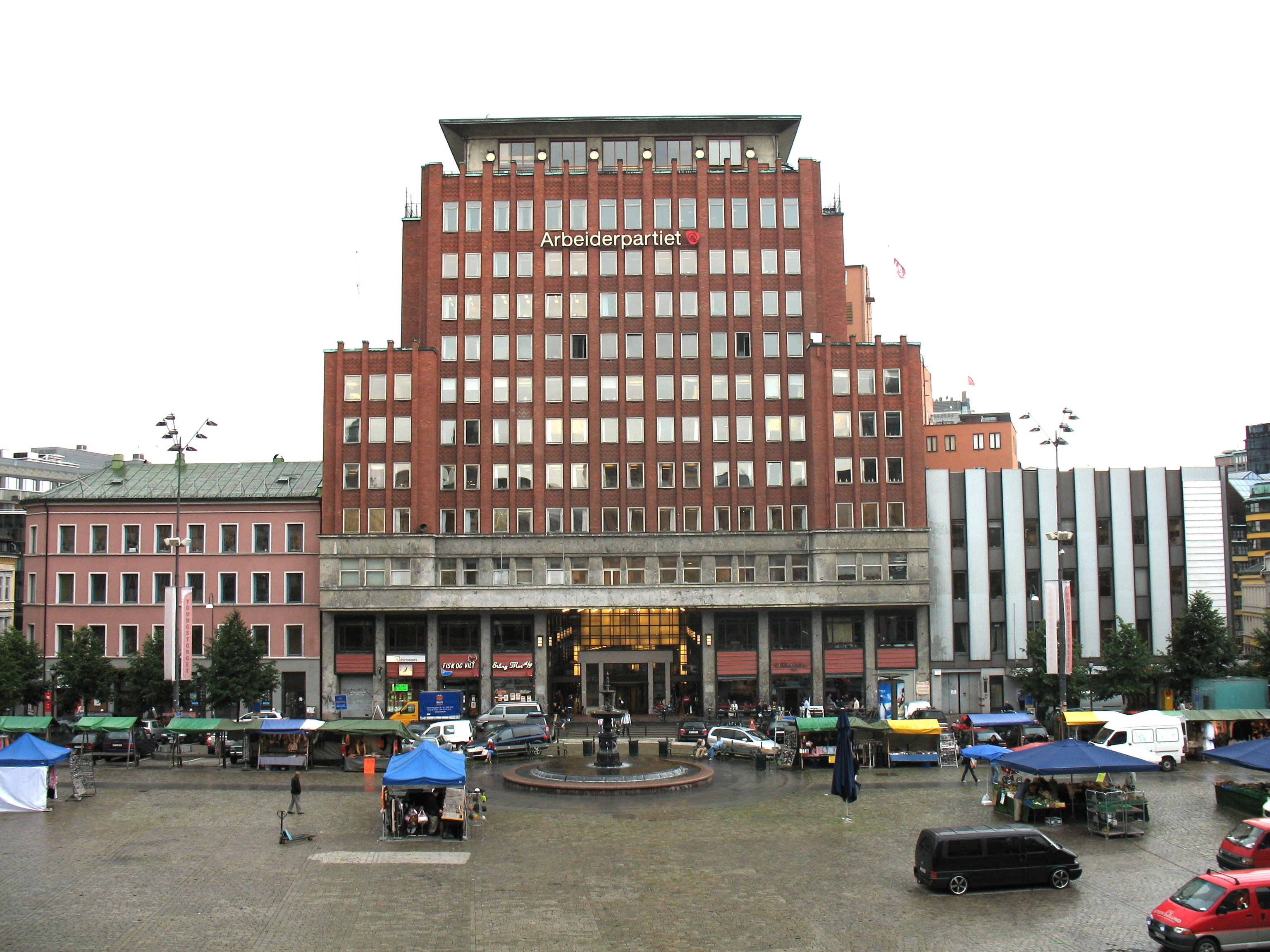
Blick auf das Folketeaterbygningen vom Youngstorget (2009)

Das Folketeaterbygningen (deutsch Volkstheatergebäude) ist ein Bürogebäude im Osloer Stadtteil St. Hanshaugen zwischen dem Youngstorget und der Storgata. Das Gebäude wurde am 2. April 1935 offiziell eröffnet und ist unter anderem der Hauptsitz der sozialdemokratischen Partei Arbeiderpartiet (Ap) und Spielstätte des Folketeateret. Seit 2009 steht es unter Denkmalschutz.

## Bauphase
Das Folketeaterbygningen sollte ein Theater für die Arbeiterschicht im Osten Oslos schaffen und wurde zu einem Prestigeprojekt der linken Partei Den Norske Arbeiderpartiet (heute Arbeiderpartiet). Zunächst war geplant, das Gebäude am Ankertorget zu errichten. Auch der Plan, es in Hammersborg zu errichten scheiterte, nachdem der Platz dort für eine Feuerwache benötigt wurde. Schließlich konnte man sich auf den Bereich zwischen dem Nytorvet (heute Youngstorget) und der Storgata einigen, wo alte Markthallen niedergerissen werden sollten.
Die Ausschreibung für das Gebäude gewann im Jahr 1926 das Architektenduo Christian Morgenstierne und Arne Eide. Wegen des Niedergangs der Wirtschaft war das Projekt lange Zeit zwischen dem linken und rechten politischen Flügel umstritten und der Bau verzögerte sich. Der Baubeginn erfolgte deswegen erst 1932. Vollständig fertiggestellt wurde das Gebäude im Jahr 1935, im Herbst 1934 zogen allerdings bereits erste Organisationen ein. Die offizielle Eröffnung erfolgte schließlich am 2. April 1935.

## Stil

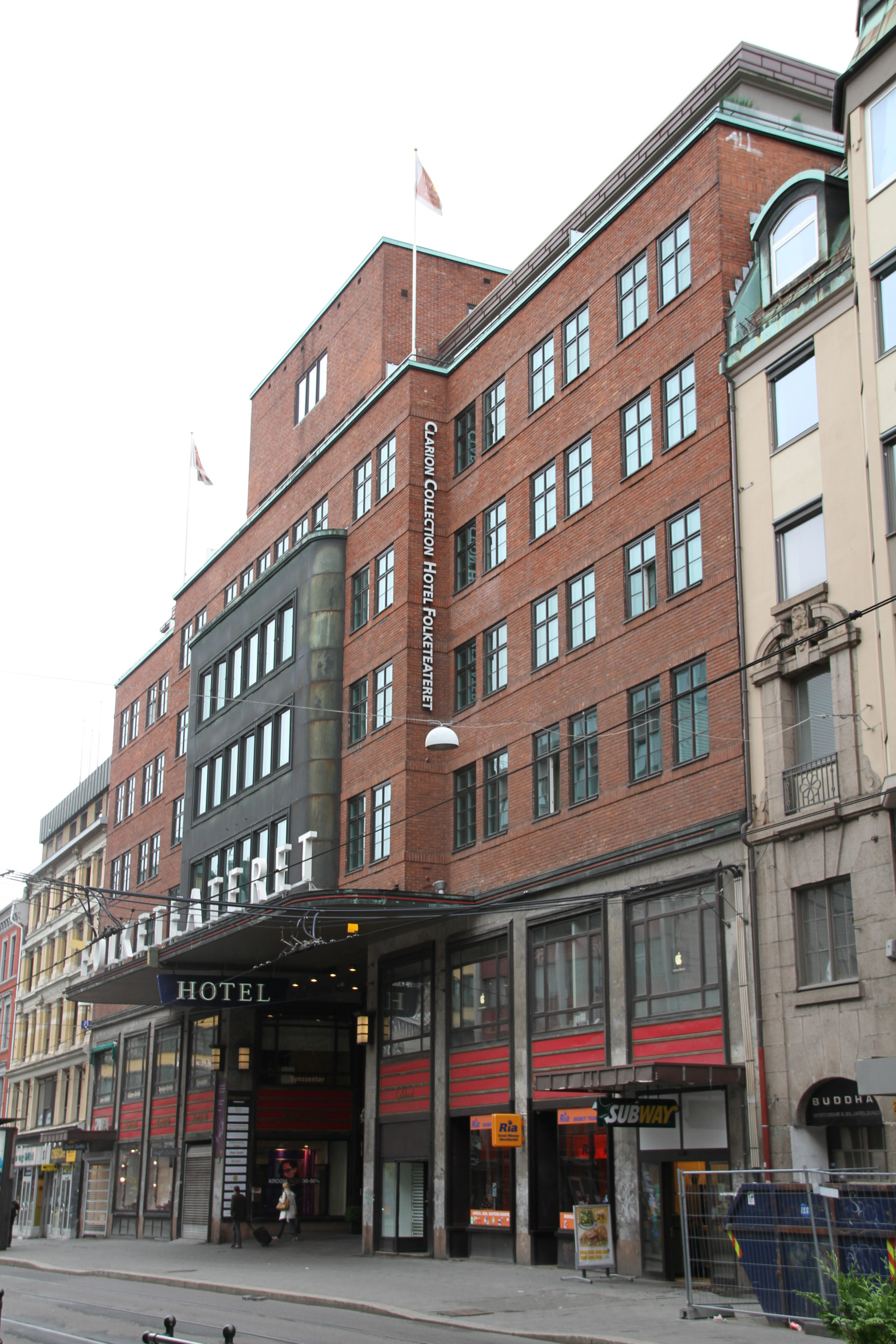
Blick auf das Gebäude von der Storgata aus (2013)

Die Architekten Christian Morgenstierne und Arne Eide entwarfen das Gebäude im Stil des Art déco. Das Folketeaterbygningen wurde mit Stahlbeton erbaut, die Fassade besteht aus roten Ziegelsteinen, lediglich die unteren Stockwerke wurden mit Marmorplatten versehen. Zum Youngstorget hin hat das Bauwerk elf Etagen, die Fassade zur Storgata hin hat acht, die Seitenteile je sieben Stockwerke. Bei seiner Errichtung war das Gebäude der höchste Bau Oslos und es wurde auch als Norwegens erster Wolkenkratzer bezeichnet.
Die ursprünglichen neoklassizistischen Fenster wurden in den 1980er-Jahren ausgewechselt. Auf der Seite zur Storgata wurden Kopien der vorherigen Fenster eingesetzt, auf der Fassade hin zum Youngstorget wurden die alten zweiflügeligen Fenster durch einflügelige ersetzt. Dies führte dazu, dass sich das Aussehen dieses Gebäudeteils stärker veränderte.
Im Jahr 2009 wurde das Folketeaterbygningen unter Denkmalschutz gestellt. Als Begründung wurde angegeben, dass das Gebäude eine einzigartige Architektur aus der Zwischenkriegszeit darstellt.

## Verwendung

### Arbeiterbewegung
Im April 1935 verlegte die Arbeiderpartiet (Ap) ihren Hauptsitz in das neu eröffnete Gebäude. In Wahlkampfzeiten wird deshalb auch die Fassade hin zum Youngstorget meist mit Wahlwerbung versehen. Auch weitere linke Organisationen, wie die Jugendpartei Arbeidernes Ungdomsfylking (AUF) oder der Arbeidernes Oplysningsforbund zogen dort ein. Viele der Organisationen, die sich dort ansiedelten, sind mittlerweile ausgezogen oder nicht mehr existent. Das Gebäude gilt aber weiterhin als eine Art Hochburg der Arbeiterbewegung Norwegens. Bis 1988 hatte die linke Zeitung Arbeiderbladet (heute Dagsavisen) ihre Redaktion im Gebäude untergebracht.

### Theater
Der Theatersaal wurde zunächst für das Osloer Theater Folketeatret mit 1200 Sitzen erbaut. Aufgrund von finanziellen Schwierigkeiten im Theaterbetrieb wurde der Saal zunächst als Kino verwendet. Dieses erhielt den Namen Verdensteatret (deutsch: Welttheater) und zeigte unter anderem amerikanische Filme. Im Jahr 1952 begann das Folketeatret dort mit seinen Aufführungen und 1959 übernahm das Musiktheater Den Norske Opera & Ballett den Saal. Dieses erhielt im Jahr 2008 ein eigenes Gebäude in Bjørvika, das Opernhaus Oslo, da der Platz für die Aufführungen zuletzt nicht mehr ausreichte. Seit 2009 wird das Gebäude für den privaten Theaterbetrieb Folketeateret verwendet. Es ist mit 1400 Sitzen das größte Privattheater Norwegens.

### Verwendung von 1940 bis 1945
Unter der deutschen Besatzung wurde das Gebäude von den Nationalsozialisten übernommen. Im August 1940 wurde das Arbeiderbladet gestoppt und die Redaktion und Druckerei wurde von der faschistischen Partei Nasjonal Samling übernommen. Von 1942 bis 1944 wurde auch das Kino für Propagandazwecke eingesetzt. Nach der Befreiung Norwegens wurde das Gebäude vorübergehend von Mannschaften der Widerstandsgruppe Milorg übernommen.